# Первый Латеранский собор

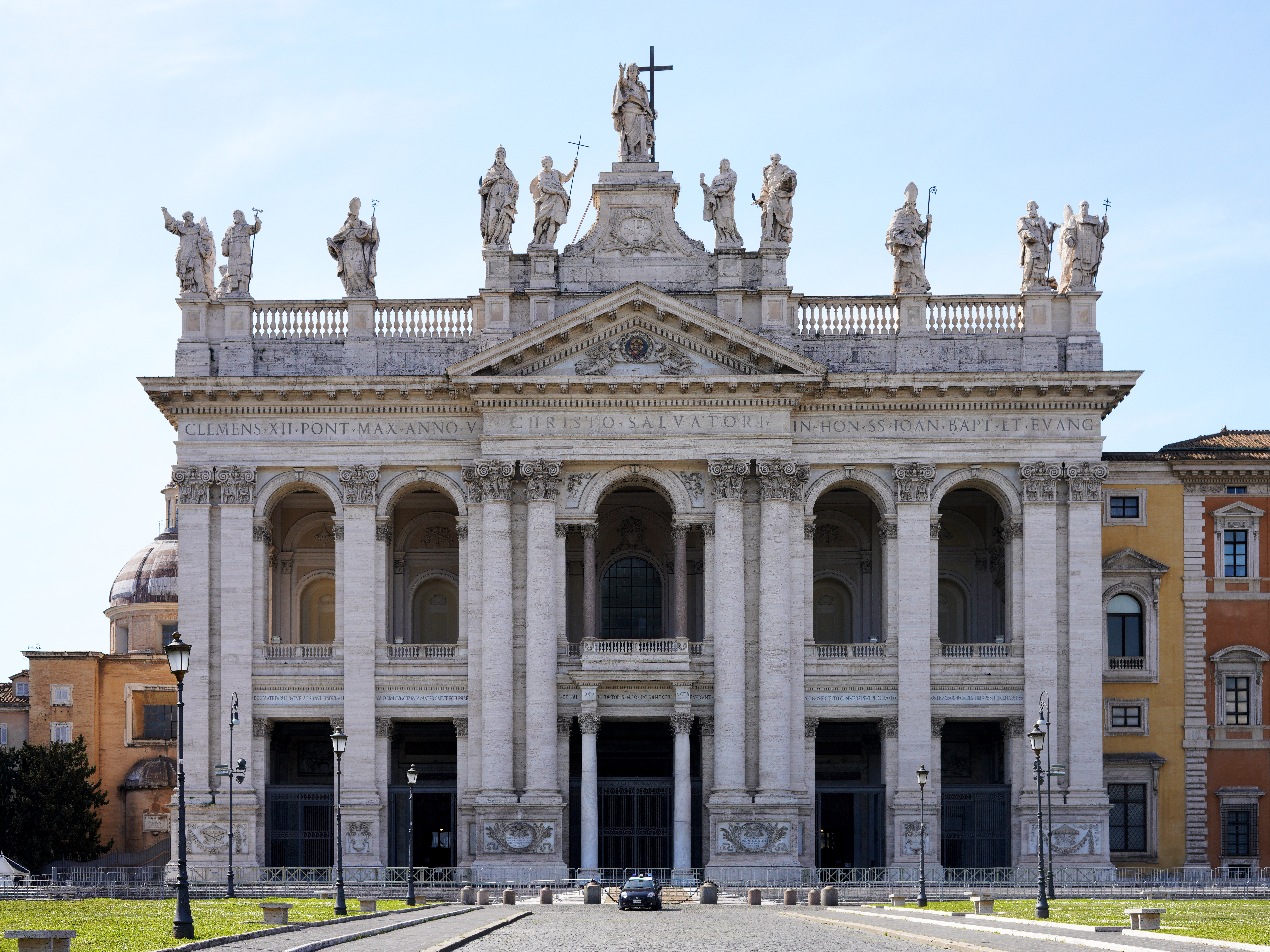
Базилика св. Иоанна в Латеране

Первый Латеранский собор — собор Католической церкви, прошедший в 1123 году и включаемый ею в перечень Вселенских как IX Вселенский собор.
О созвании Собора было объявлено в декабре 1122 года, непосредственно после заключения Вормсского конкордата, оформившего устраивавший церковь компромисс между папством и императорской властью. Конкордат, подтвердивший, что духовная власть исходит только от церкви, а светская власть не имеет права вмешиваться в избрание пап и назначение епископов и аббатов, вызвал большой энтузиазм у духовенства; во многих документах того времени 1122 год назывался началом новой эпохи. По просьбе архиепископа города Майнц и ради торжественного подтверждения конкордата папа Каликст II созвал собор, на который были приглашены все епископы и архиепископы Запада.
Собор под председательством самого папы заседал с 18 марта по 6 апреля 1123 года; на нём присутствовало около 600 аббатов и 300 епископов. Собором были подтверждены положения Вормсского конкордата и выработаны 22 новых канонических правила.
Канон 1: осуждал симонию.
Каноны 3 и 11: запрещали священникам, диаконам, иподиаконам и монахам иметь жён и наложниц. Им также запрещалось использовать в домашнем хозяйстве женщин (кроме случаев, предусмотренных древними канонами). Браки духовенства аннулировались, а духовные лица, вступившие в брак, подвергались взысканиям в форме покаяния.
Канон 4: лишал мирян права распоряжаться церковной собственностью.
Канон 6: отменялись рукоположения, совершённые ересиархом Бурденом (антипапой Григорием VIII) после его осуждения.
Канон 11: гарантировалась неприкосновенность семьям и имуществу крестоносцев.
Канон 14: отлучались от церкви миряне, присваивавшие церковные пожертвования и укреплявшие храмы подобно крепостям.
Канон 16: осуждал тех, кто препятствует паломникам, следующим в Рим.
Канон 17: аббатам и монахам запрещалось допускать грешников к покаянию, посещать больных, совершать соборование и служить публичные мессы. Им предписывалось получать миро и елей у епископов своих диоцезов.
Первый Латеранский собор окончательно завершил спор об инвеституре.